# Céline Dumercová
Céline Dumercová (* 9. července 1982, Tarbes) je francouzská basketbalistka hrající převážně na postu rozehrávače. S francouzskou ženskou basketbalovou reprezentací získala stříbrnou medaili na olympijských hrách v Londýně roku 2012 a vyhrála mistrovství Evropy v roce 2009. Krom toho má z Eurobasketu tři stříbra (2013, 2015, 2017) a jeden bronz (2011). Na klubové úrovni patří k jejím největším úspěchům vítězství v EuroCupu, druhé nejprestižnější evropské klubové soutěži, roku 2016, s klubem CJM Bourges Basket. K největším jejím individuálním úspěchům pak patří vítězství v anketě Mezinárodní basketbalové federace (FIBA) o nejlepší basketbalistku Evropy v roce 2012. Působila v klubech Tarbes Gespe Bigorre (2000–2003), Bourges (2003–2009, 2011–2014, 2015-2016), UGMK Jekatěrinburg (2009–2011), Atlanta Dream (2014) a Basket Landes (2016-dosud).